# Presian II
Presian II (en búlgaro: Пресиян II) (o también Prusian) fue emperador (zar) de Bulgaria por un corto tiempo en 1018. El año de su nacimiento puede haber sido entre 996 o 997; y pudo haber muerto en el exilio en 1060 o 1061. Presian II fue claramente el reclamante legítimo e indiscutible a la corona búlgara en 1018 y estuvo a cargo de la resistencia a la conquista bizantina, pero el gobierno de su efímera y limitada corona resultó en la omisión de la mayoría de las listas de los monarcas búlgaros. 
Presian fue el hijo mayor del emperador Iván Vladislav y de su esposa María. Tenía cinco hermanos y seis hermanas. Después de la muerte de su padre en el sitio de Dirraquio en febrero de 1018, el emperador bizantino Basilio II invadió Bulgaria y obtuvo rápidamente la sumisión de gran parte de la nobleza, incluida la viuda Emperatriz María y el Patriarca búlgaro. 
Aunque la capital de Ohrid también se rindió, algunos de la nobleza y el ejército se unieron en torno a Presian como sucesor de su padre. Presian y sus hermanos Aarón y Alusian encabezaron una decidida oposición a la conquista bizantina en y alrededor de la montaña Tomorr (de la fortaleza de Vrohot) de Albania durante un largo y duradero bloqueo bizantino en 1018. Finalmente Presian y sus hermanos se vieron obligados a rendirse, y se integraron en la nobleza de la corte de Constantinopla. A Presian se le concedió el título de la corte bizantina de magistros, al igual que al gobernante anterior de Bulgaria, Boris II, depuesto por Juan I Tzimisces en 971, mientras que sus hermanos Alusian y Aaron recibieron el título de patrikios.. 
Aproximadamente una década más tarde, en finales de 1020, Presian se involucró en la conspiración del marido de su hermana, Romano Curcuas, contra el emperador Constantino VIII. Al regresar del exilio tras la ascensión de Romano III en 1029, Presian fue una vez más implicado en un complot, junto con su madre María. Esta vez Presian estaba planeando casarse con Teodora, hija de Constantino VIII, y de usurpar el trono. El complot fue descubierto, y Presian fue cegado y tonsurado como monje en 1030. Su destino posterior es desconocido, pero la tumba de un tal «Príncipe Presian» que se encuentra en Michalovce, parte de Eslovaquia (en aquel entonces parte de los dominios húngaros) puede indicar que emigró al Reino de Hungría y murió allí en 1060 o 1061.